# Slitaz
SliTaz GNU/Linux は2006年にクリストフ・リンカーン (Christophe Lincoln) により始められたコミュニティに密着したソフトウェアプロジェクトである。約 80 MB のルートファイルシステムと約 25 MB のISOイメージとなっているLinuxディストリビューションである。2008年4月時点では、利用可能な最小のデスクトップ  Linux ディストリビューションのうちの1つである。SliTaz は CD ドライブあるいはUSBフラッシュドライブからブートされ、Xvesa上でLXDE（1.0 では JWM）デスクトップが実行され、その主な機能のすべてのためにBusyBoxを使用する。一連の良好なデスクトップや復旧ソフトウェアがあり、（容量の空きが許せば）RAMにすべてがロードされ、もしくはハードディスクにインストールされる。

## 開発の歴史
2年間の開発期間を経て、2008年3月22日に SliTaz のバージョン 1.0 がリリースされた。SliTaz はDamn Small Linuxと共通する目的を多く共有するが、より最新の Linux 2.6 カーネルに基づき、より小さい。
2009年4月16日に SliTaz のバージョン 2.0 がリリースされた。
2010年3月28日に SliTaz のバージョン 3.0 がリリースされた。
2012年4月10日に SliTaz のバージョン 4.0 がリリースされた。
2017年11月5日に SliTaz のバージョン 5.0 がリリースされ、ローリングリリースに移行した。

## アプリケーション
- Webサーバ（LightTPD、CGIとPHPのサポートあり）
- Mozilla Firefox
- ミキサー、オーディオプレーヤー、CD リッパー/エンコーダー (Alsa)
- メール・FTP クライアント (Chat)
- SSH クライアント・サーバ (Dropbear)
- データベースエンジン (SQLite)
- 書き込み、編集用などの CD あるいは DVD ツール
- デスクトップ (LXDE)
- 他、合わせて 450 以上のパッケージ

## ブート手段
- tazusb あるいはUNetbootinと共に用いた Live USB
- Live CD
- 内蔵ハードディスク
- VirtualBox デバイスあるいは VMware
- ブート用フロッピーディスク
- PXEを使用している LAN とgPXEを使用している外部ネットワーク

## バージョン
| バージョン | Stability          | リリース日    |
| ---------- | ------------------ | ------------- |
| 1.0        | 安定バージョン     | 2008年3月22日 |
| 2.0        | 安定バージョン     | 2009年4月16日 |
| 3.0        | 安定バージョン     | 2010年3月28日 |
| 4.0        | 安定バージョン     | 2012年4月10日 |
| 5.0        | ローリングリリース | 2017年11月5日 |

## スクリーンショット

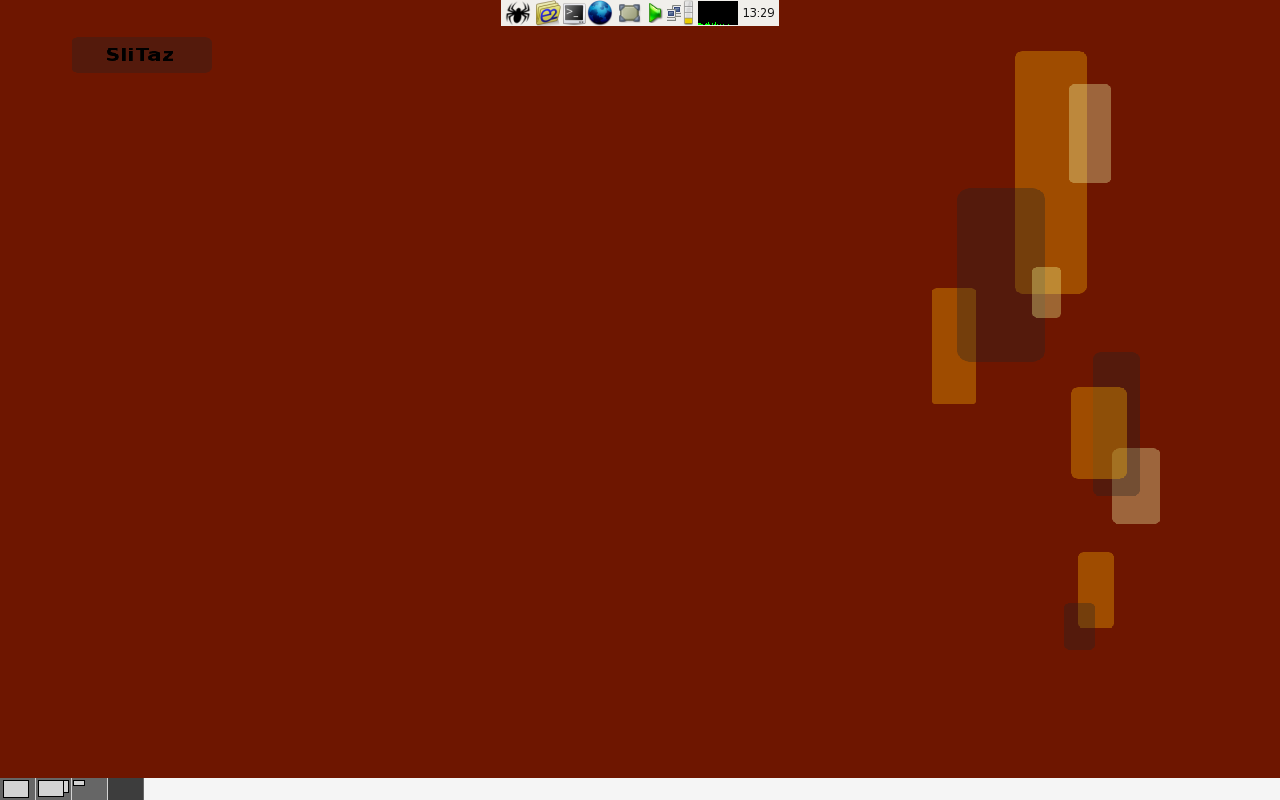
Stable 1.0
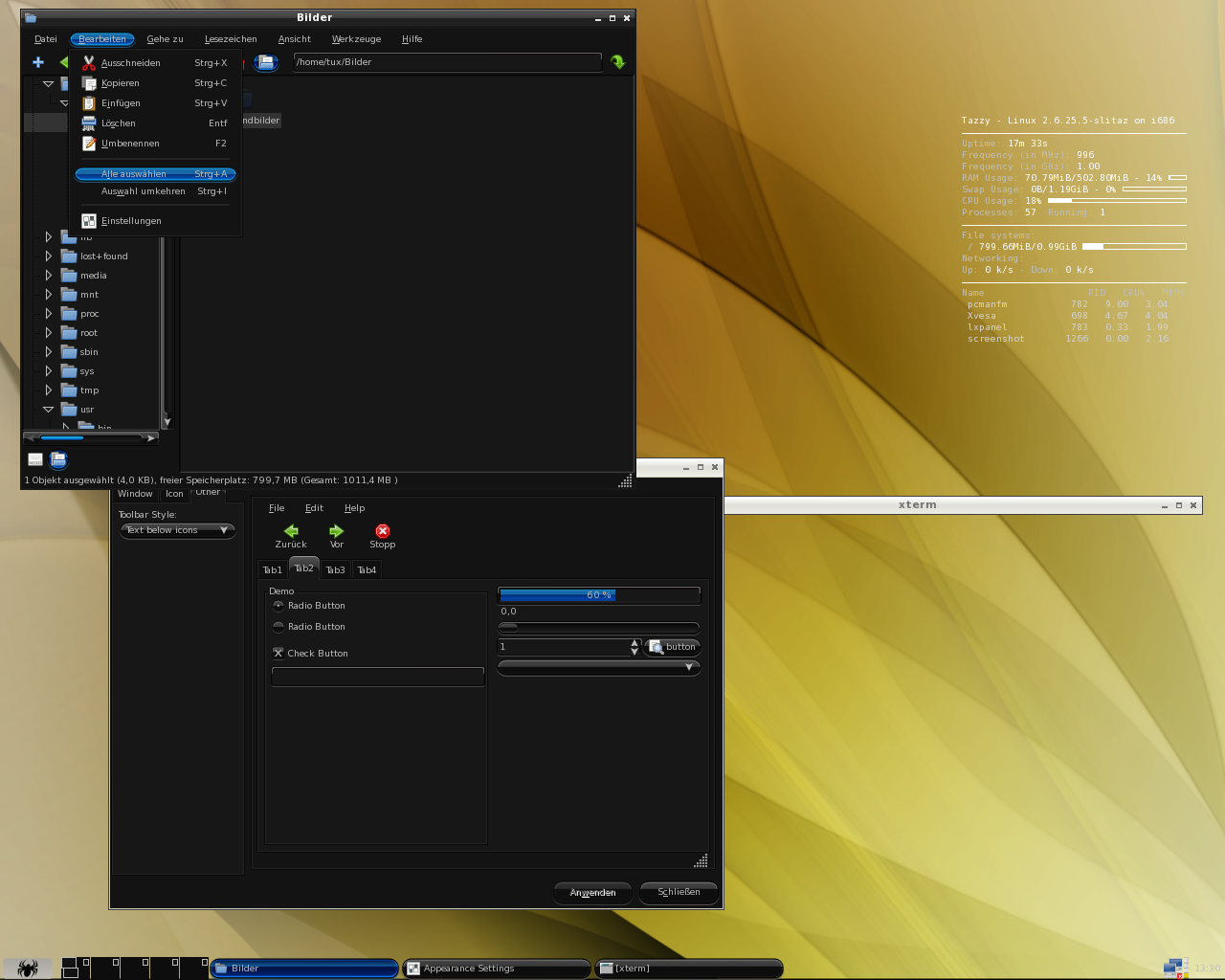
クッキングバージョン
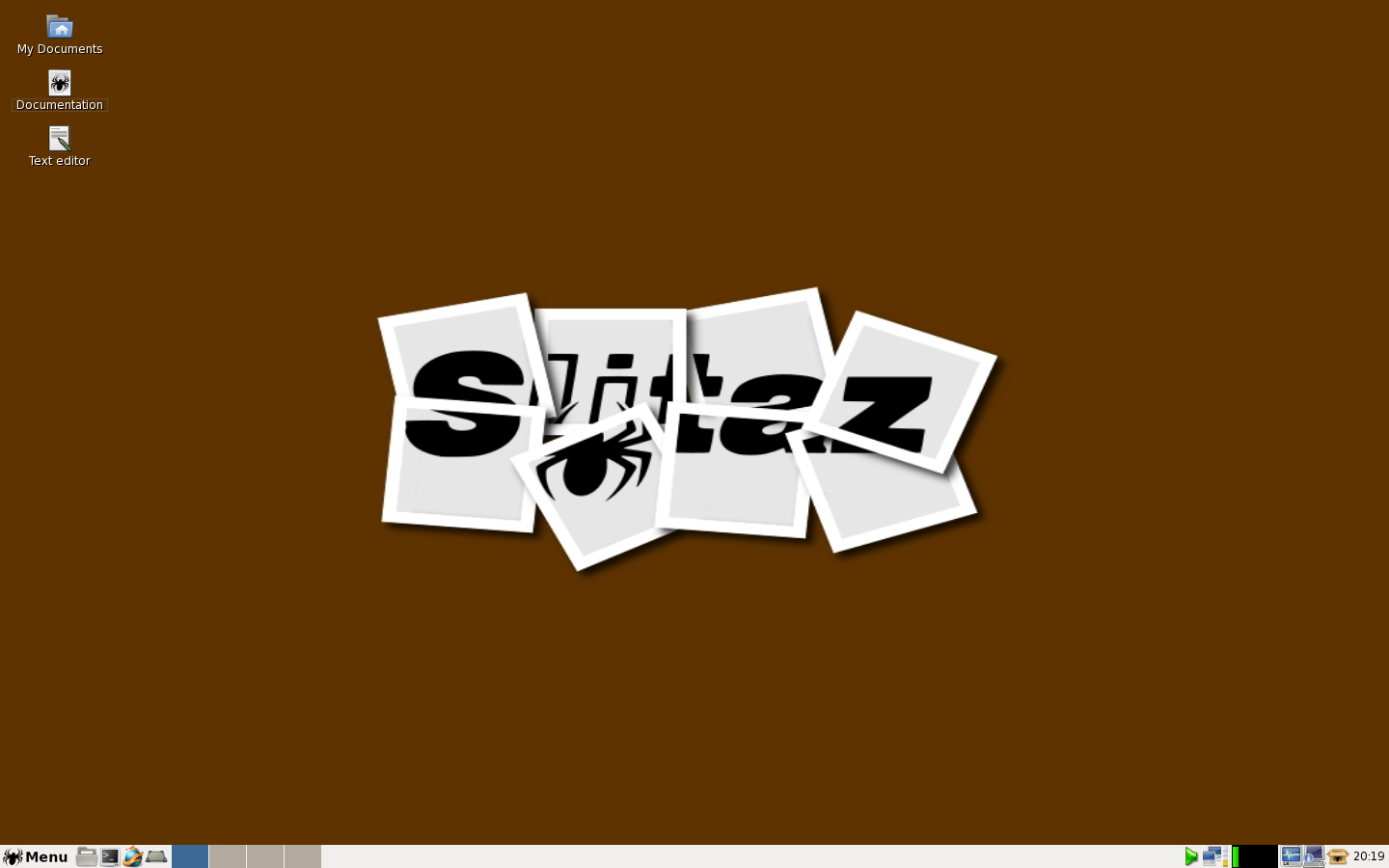
SliTaz-Ver2.0（英語版）
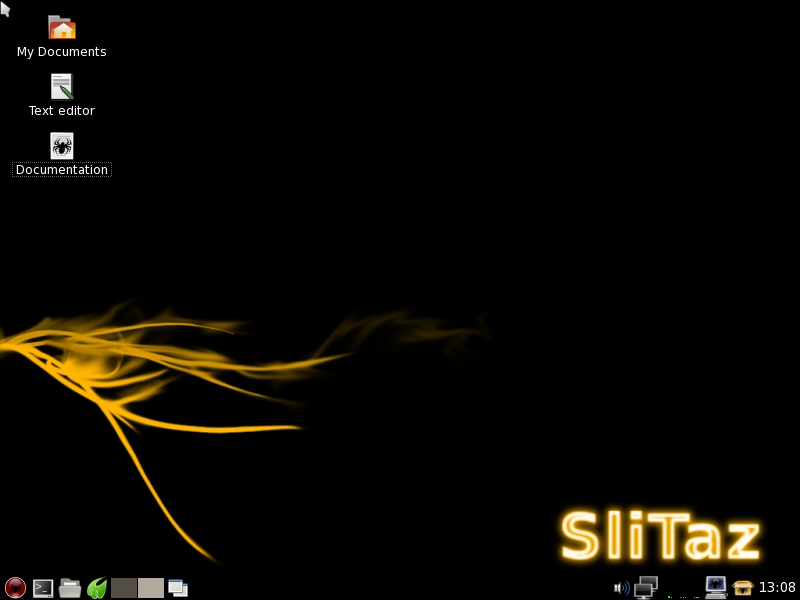
SliTaz-Ver3.0（英語版）
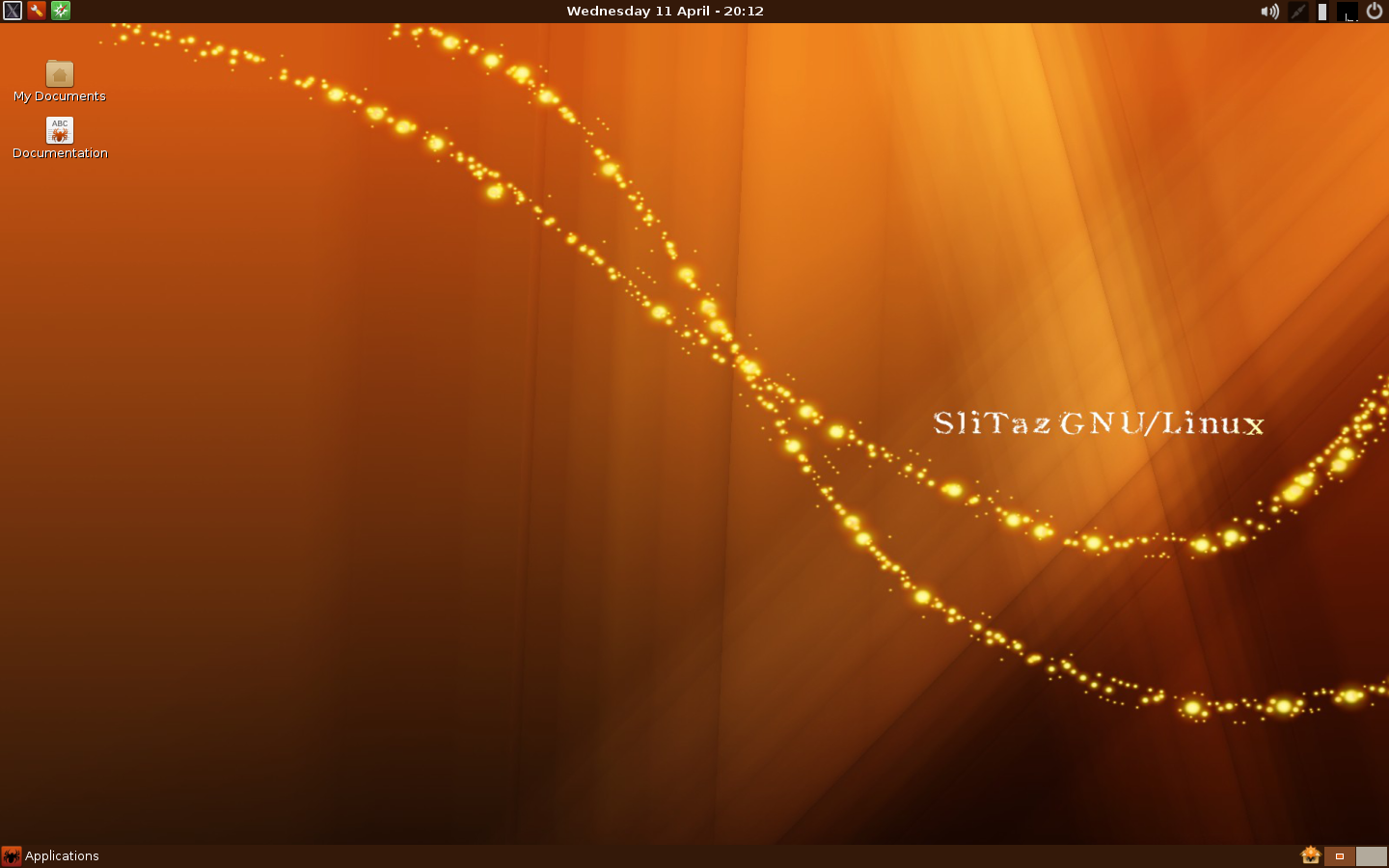
SliTaz-Ver4.0（英語版）

## 派生版
- Tiny SliTaz：SliTazの派生で、uClibcを使用し、フロッピーディスクからの起動が可能。
- Ophcrack - バージョン3.3.0以降のLive CD版は SliTaz GNU/Linux 派生。Windowsパスワードクラック用。